# Чайлаггала
Чайлаггала (азерб. Çaylaqqala, до 1992 года — Хцаберт (азерб. Xtsabert, арм. Խծաբերդ) — село в Ходжавендском районе Азербайджана, является центром Чайлаггалинского сельского административно-территориального округа.

## Название
В период царской России село упоминается под названиями Хцаперт и Хозабюрт.
В советский период в списке населённых мест Азербайджанской ССР на 1933 год упоминается село Хуакерт (азерб. Xuakert) в составе одноимённого сельсовета. На момент распада Советского Союза село называлось Хцаберт (азерб. Xtsabert, азерб. Хтсаберт).
Согласно «Энциклопедическому словарю топонимов Азербайджана», слово Хцаберт переводится с армянского языка как «крепость из речного камня».
Согласно Лилии Аванесян, по отношению к селу также использовалось название Охцаберд (арм. ՕԽծաբերդ), и это название село получило от близлежащей крепости «Одзаберд» (арм. Օձաբերդ) — «Змеиная крепость». Согласно этому источнику, в карабахском диалекте армянского языка слово «одз» (Օձ) — змея, звучит как «охц» (ՕԽծ), то есть «Одзаберд» звучит на этом диалекте как «Охцаберд» или сокращённо «Хцаберд».
После развала советского союза и начала Карабахского конфликта Национальное собрание Азербайджана 29 декабря 1992 года переименовало селение в Чайлаггала.
Согласно «Энциклопедическому словарю топонимов Азербайджана», ойконим образован из двух слов: чайлаг (азерб. çaylaq)  и гала (азерб. qala). Слово «чайлаг» переводится как «приречье с мелкими, отшлифованными водой камнями», «сухое русло реки», а слово «гала» переводится как «крепость». Энциклопедический словарь топонимов Азербайджана объясняет название, как «крепость у русла реки».
В непризнанной Нагорно-Карабахской республике, контролировавшей село с 1990-х годов по 2020 год, село называлось Хцаберд (арм. Խծաբերդ).

## География
Село Чайлаггала является центром Чайлаггалинского сельского административно-территориального округа Ходжавендского района, при этом в состав этого сельского административно-территориального округа входит также и село Арпагядик.
Село расположено в Карабахском хребте или на его подножиях, в 81 км от посёлка Гадрут, на берегу реки Хошгядикчай, недалеко от горы Гюллюджа. Село по одним данным расположено в 55 км, по другим данным в 90 км к юго-западу от районного центра — города Ходжавенд.

## История

### Доконфликтный период
В период царской России село в территориальном плане относилось к Карягинскому уезду Елисаветпольской губернии.
В советский период на 1925 год село числилось в составе Хозабюртской волости Джизакского района Автономной Области Нагорного Карабаха, образованного из армянонаселенных территорий в составе советского Азербайджана.  На 1977 год село являлось центром Хцабертского сельсовета Гадрутского района Нагорно-карабахской автономной области (НКАО) Азербайджанской ССР.

### Карабахский конфликт

#### Первая Карабахская война
2 сентября 1991 года на совместной сессии Нагорно-Карабахского областного и Шаумяновского районного Советов народных депутатов была принята Декларация о провозглашении Нагорно-Карабахской Республики в границах Нагорно-Карабахской автономной области (НКАО) и сопредельного Шаумяновского района Азербайджанской ССР.
26 ноября 1991 года Верховный Совет Азербайджанский Республики принял Закон «Об упразднении Нагорно-Карабахской автономной области Азербайджанской Республики». В этом Законе было постановлено помимо упразднения Нагорно-Карабахской Автономной Области (НКАО), в том числе также и упразднение Гадрутского района, переименование Мартунинского района в Ходжаведский, а также передача территории упразднённого Гадрутского района в состав Ходжавендского района. Решением Милли Меджлиса Азербайджанской Республики № 428 от 29 декабря 1992 года село Хтсаберт (или Хцаберт) было переименовано в Чайлаггала. В настоящее время это село Чайлаггала и является центром Чайлаггалинского сельского административно-территориального округа Ходжавендского района Азербайджана.
В результате Карабахского конфликта село оказалось под контролем непризнанной Нагорно-Карабахской Республики (НКР), которая контролировала село по 2020 год. Согласно административно-территориальному делению непризнанной Нагорно-Карабахской Республики, село располагалось в Гадрутском районе НКР и называлось Хцаберд (арм. Խծաբերդ).

#### Вторая карабахская война и последующие события

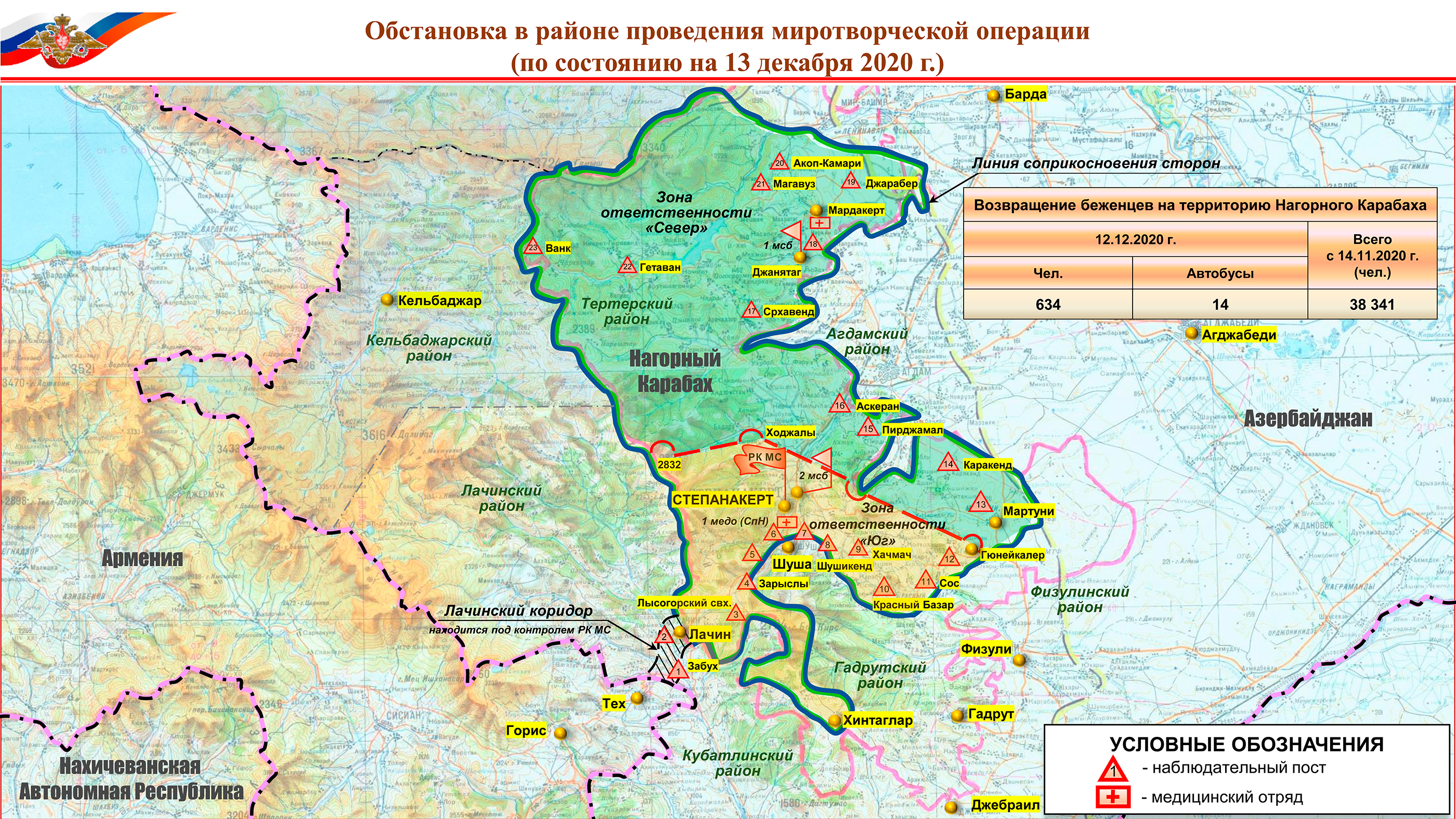
Ситуация в Нагорном Карабахе на 13 декабря 2020 после боестолкновений в Хинтагларе и Хцаберде.

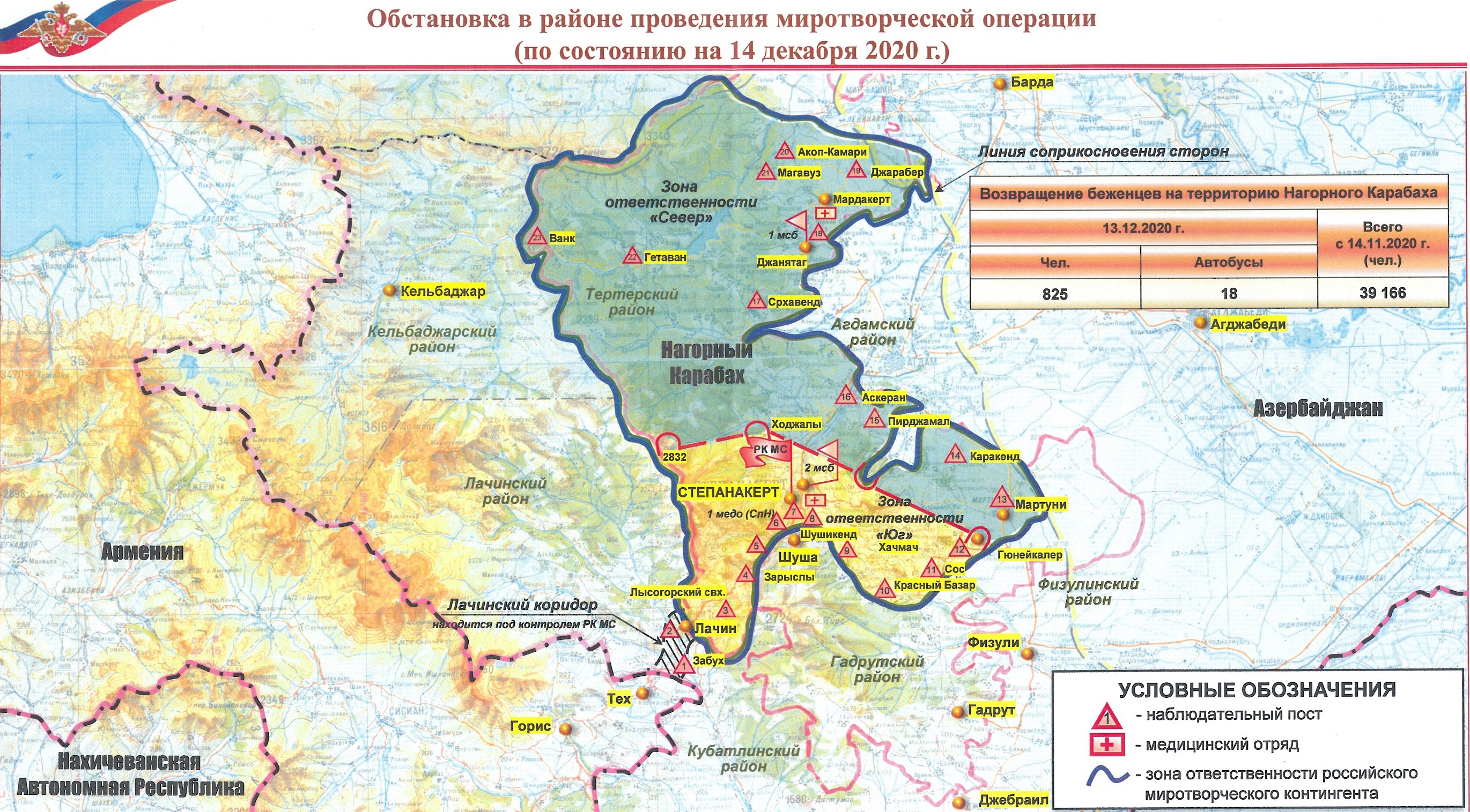
Ситуация в Нагорном Карабахе на 14 декабря 2020 после боестолкновений в Хинтагларе и Хцаберде.

Во время военных действий осенью 2020 года линия фронта вплотную подошла к Хцаберду. Данный населённый пункт, на момент подписания совместного заявления о прекращении огня в ночь с 9 на 10 ноября 2020 года, остался под контролем вооружённых сил непризнанной НКР.
11-12 декабря 2020 года азербайджанские вооруженные силы предприняли атаку на находящиеся под армянским контролем села Хинтаглар и Хцаберд. Вскоре после этого в этот район были направлены российские миротворцы для стабилизации ситуации. В свою очередь Ильхам Алиев 12 декабря поднял инцидент на своей встрече с сопредседателями Минской группы, возложив на Армению ответственность за новые столкновения. На следующий день МИД Армении заявил, что азербайджанские войска воспользовались отсутствием миротворческих сил в этом районе и напали на армянские позиции. 13 декабря 2020 года Министерство обороны Азербайджана и Служба государственной безопасности опубликовали совместное заявив что «антитеррористической операции» предшествовали «провокационные акты» против их военнослужащих. Один из которых, как утверждается, произошел 26 ноября, когда было убито трое солдат и два человека получили ранения, а другой — 8 декабря, когда был убит азербайджанский солдат. Подлинность этих утверждений не была установлена в независимом порядке.
Села находились в пределах бывшей НКАО близко к её границе, на момент прекращения огня они контролировались армянскими силами. По состоянию на 3 декабря 2020 года в селе не было мирных жителей, оно контролировалось армянским самоорганизованным подразделением численностью около 60 человек, ожидавшим передачи села российским миротворцам. 13 декабря российские миротворческие силы внесли коррективу в карту миротворческих операций, добавив в свою зону ответственности территорию, включающую село. Это вызвало недовольство в Азербайджане. На следующий день, 14 декабря, российские миротворческие силы снова обновили карту, на этот раз исключив сёла из зоны своей ответственности. Само же столкновение стало первым серьёзным нарушением режима прекращения огня с момента трехстороннего заявления

## Экономика
До Карабахского кофликта население села было занято животноводством, зерноводством, шелководством, огородничеством, виноградарством, селе имелись восьмилетняя школа, клуб, библиотека, медицинский пункт.

## Достопримечательности
В селе расположено армянское кладбище XVII—XIX века, хачкар XVI—XVII века и мельница XIX века.

## Известные жители
- Бывший командующий пограничными войсками СНБ Республики Армения, генерал-майор Армен Андраникович Абрамян.
- Генерал-майор Карен Андраникович Абрамян — в 2011—2015 годах являлся начальником инженерных войск, в 2015—2017 годах командиром армейского корпуса, в 2017—2018 годах первым заместителем министра обороны непризанной НКР и командующего Армием обороны непризнанной НКР.

## Галерея

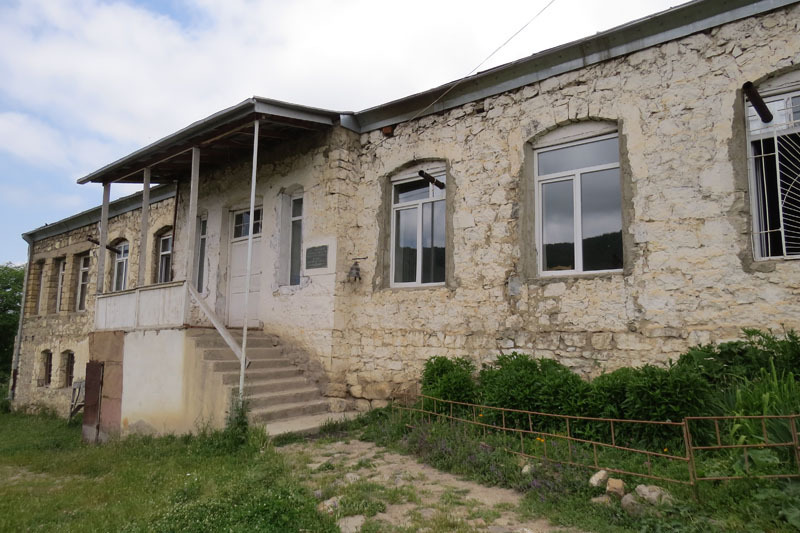
Школа имени Валерия Григоряна
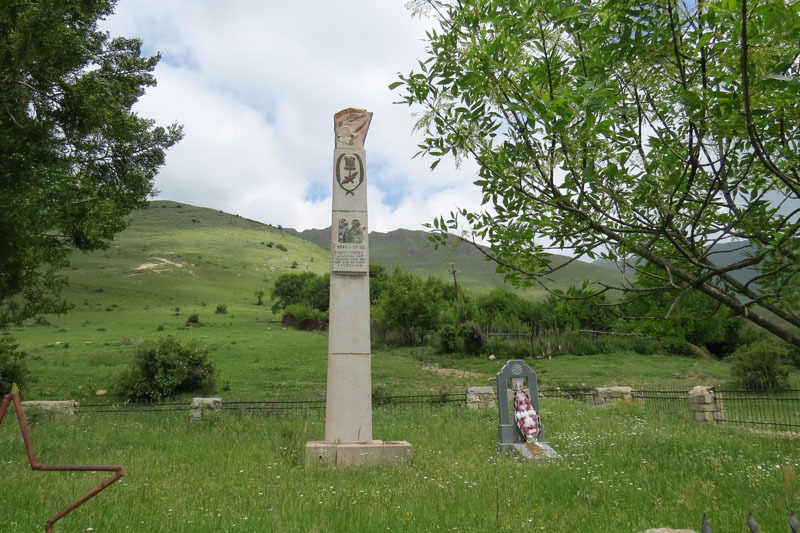
Воинский мемориал посвящённый армянским жителям села, погибшим во Второй мировой войне
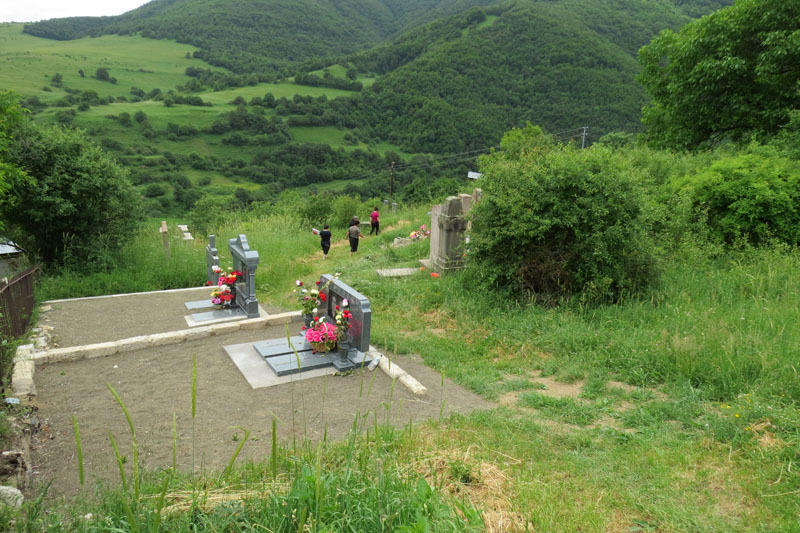
Деревенское армянское кладбище
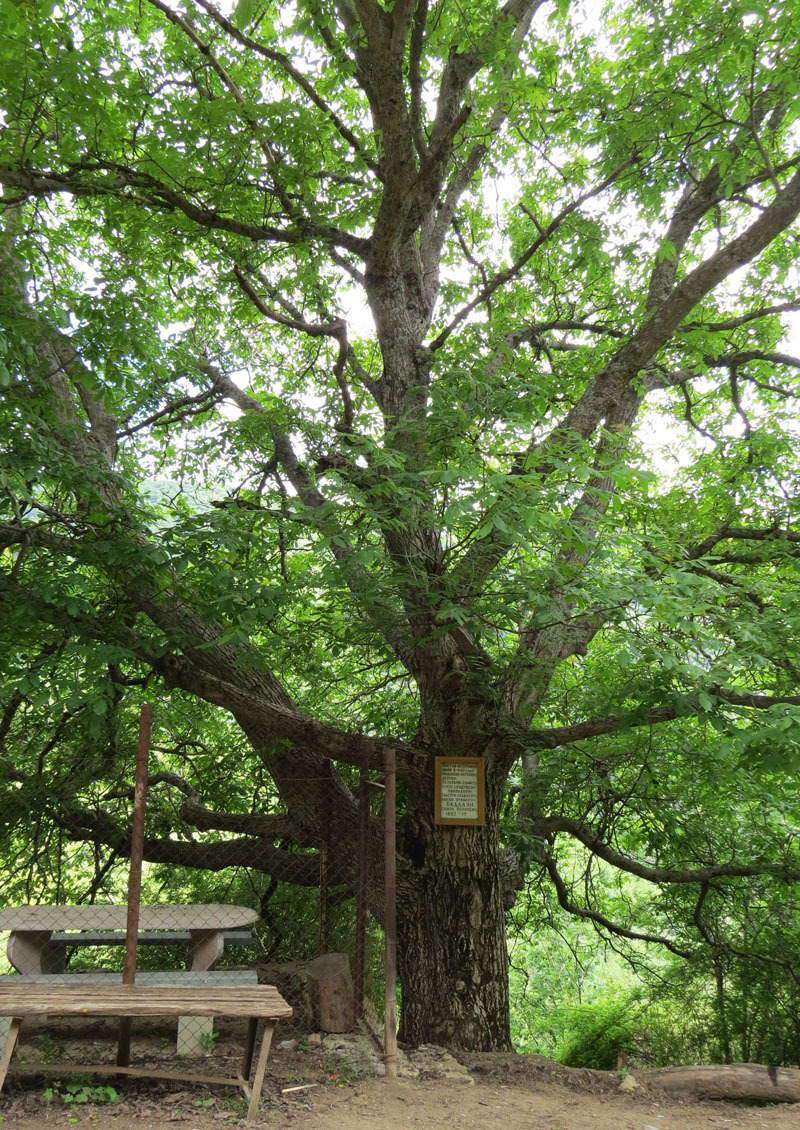
Платан, посаженный возле родника Сурб Ахпюр (святой источник) в 1953 году жителем села Хцаберд Симоном Бадаляном
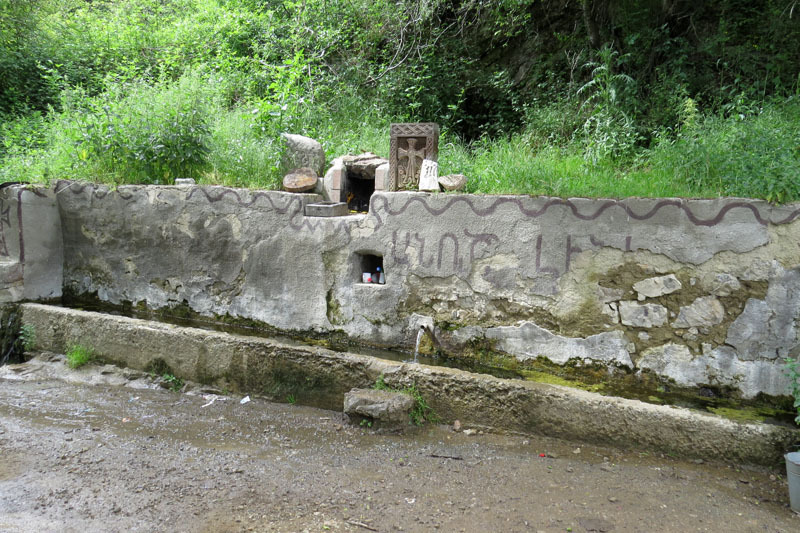
Родник Сурб Ахпюр (Святой источник) в деревне
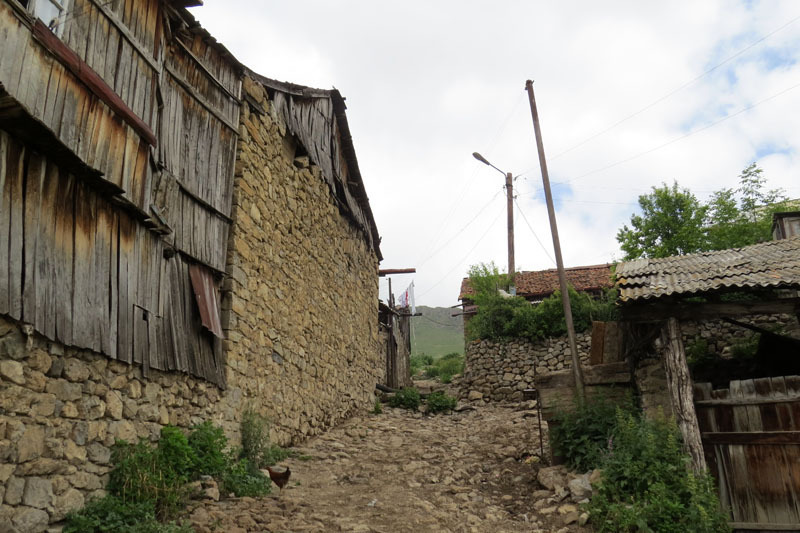
Одна из улочек села